# Atletica leggera ai Giochi della IV Olimpiade - 400 metri ostacoli
La competizione dei 400 metri ostacoli di atletica leggera dei Giochi della IV Olimpiade si tenne i giorni 20 e 22 luglio 1908 allo Stadio di White City a Londra.

## L'eccellenza mondiale
| Record olimpico: Parigi 1900 | 57”6      | John Tewksbury    | Rit. 1901 |
| Migliore europeo in attività | 57”2 1906 | Georges Filiartre | Assente   |
| Migliore prest. stagionale   | 55”8      | Charles Bacon     | Presente  |

Tra maggio e giugno gli americani disputano le prime selezioni olimpiche, in due luoghi diversi. Sui 400 ostacoli i vincitori di questa storica prima edizione sono:
- Est: Charles Bacon con 55"8 (primato mondiale stagionale) che batte l'olimpionico Hillman;
- Ovest: Andre Garner con 59"4 (vincitore anche dei 400 piani).

La supremazia sulla distanza è contesa tra gli americani Charles Bacon e Harry Hillman, il campione in carica.

## La gara
Il rigido regolamento inglese mostra il suo lato assurdo sui 400 ostacoli. Possono passare il turno solo i primi, ci sono 11 batterie, ma gli iscritti sono solo 15. Risultato: solo in quattro batterie c'è una lotta tra più concorrenti, mentre ben sette batterie sono formate da un solo atleta.

In semifinale il campione in carica, l'americano Harry Hillman, batte il record olimpico con 56"4. Dietro di lui giunge l'atleta di casa Harry Coe, che corre il secondo miglior tempo delle 4 serie (57"0), ma è fuori dalla finale perché il regolamento premia solo i vincitori di ciascun turno.

In finale si allineano ai blocchi di partenza due americani e due inglesi. Hillman e il connazionale Charles Bacon dominano la gara ed arrivano appaiati all'ultimo ostacolo, ed è Bacon a prevalere sul filo di lana con il nuovo primato dei Giochi.

## Risultati

### Turni eliminatori
| 11 Batterie  | 20 luglio | 15 partenti   | Si qualificano solo i vincitori. |
| 4 Semifinali | 21 luglio | 3 + 3 + 3 + 2 | Si qualificano i primi.          |
| Finale       | 22 luglio | 4 concorrenti |                                  |

### Batterie
1ª batteria
| Pos. | Atleta      | Nazione     | Tempo ufficiale | Tempo ufficioso |
| ---- | ----------- | ----------- | --------------- | --------------- |
| 1    | Evert Koops | Paesi Bassi | 1'00"4          | [ 1 ]           |

2ª batteria
| Pos. | Atleta       | Nazione     | Tempo ufficiale | Tempo ufficioso |
| ---- | ------------ | ----------- | --------------- | --------------- |
| 1    | Harry Coe    | Stati Uniti | 58"8            |                 |
| 2    | Jack Densham | Regno Unito |                 | 59"2            |

3ª batteria
| Pos. | Atleta        | Nazione     | Tempo ufficiale | Tempo ufficioso |
| ---- | ------------- | ----------- | --------------- | --------------- |
| 1    | Charles Bacon | Stati Uniti | 57"0            |                 |
| 2    | Henry Murray  | Australasia |                 | 59"8            |

4ª batteria
| Pos. | Atleta           | Nazione     | Tempo ufficiale | Tempo ufficioso |
| ---- | ---------------- | ----------- | --------------- | --------------- |
| 1    | Frederick Harmer | Regno Unito | 1'00"4          | [ 1 ]           |

5ª batteria
| Pos. | Atleta          | Nazione     | Tempo ufficiale | Tempo ufficioso |
| ---- | --------------- | ----------- | --------------- | --------------- |
| 1    | Geoffrey Burton | Regno Unito | 1'00"4          | [ 1 ]           |

6ª batteria
| Pos. | Atleta         | Nazione     | Tempo ufficiale | Tempo ufficioso |
| ---- | -------------- | ----------- | --------------- | --------------- |
| 1    | Harry Hillman  | Stati Uniti | 59"2            |                 |
| -    | Georges Dubois | Francia     | dnf             | dnf             |

7ª batteria
| Pos. | Atleta           | Nazione     | Tempo ufficiale | Tempo ufficioso |
| ---- | ---------------- | ----------- | --------------- | --------------- |
| 1    | Oswald Groenings | Regno Unito | 1"31"0          | [ 1 ]           |

8ª batteria
| Pos. | Atleta      | Nazione     | Tempo ufficiale | Tempo ufficioso |
| ---- | ----------- | ----------- | --------------- | --------------- |
| 1    | Wyatt Gould | Regno Unito | 1"20"0          | [ 1 ]           |

9ª batteria
| Pos. | Atleta        | Nazione  | Tempo ufficiale | Tempo ufficioso |
| ---- | ------------- | -------- | --------------- | --------------- |
| 1    | Nándor Kovács | Ungheria | 1'03"6          | [ 1 ]           |

10ª batteria
| Pos. | Atleta          | Nazione     | Tempo ufficiale | Tempo ufficioso |
| ---- | --------------- | ----------- | --------------- | --------------- |
| 1    | Leonard Treemer | Regno Unito | 1'02"8          | [ 1 ]           |

12ª batteria
| Pos. | Atleta        | Nazione     | Tempo ufficiale | Tempo ufficioso |
| ---- | ------------- | ----------- | --------------- | --------------- |
| 1    | Leslie Burton | Regno Unito | 1'00"6          |                 |
| 2    | Henri Meslot  | Francia     |                 | 1'01"0          |

### Semifinali
1a semifinale
| Pos. | Atleta        | Nazione     | Tempo ufficiale | Tempo ufficioso |
| ---- | ------------- | ----------- | --------------- | --------------- |
| 1    | Harry Hillman | Stati Uniti | 56"4            |                 |
| 2    | Harry Coe     | Stati Uniti |                 | 57"0            |
| -    | Evert Koops   | Paesi Bassi | Rit.            | Rit.            |

2a semifinale
| Pos. | Atleta           | Nazione     | Tempo ufficiale | Tempo ufficioso |
| ---- | ---------------- | ----------- | --------------- | --------------- |
| 1    | Charles Bacon    | Stati Uniti | 58"8            |                 |
| -    | Oswald Groenings | Regno Unito | Rit.            | Rit.            |
| -    | Nándor Kovács    | Ungheria    | Rit.            | Rit.            |

3a semifinale
| Pos. | Atleta           | Nazione     | Tempo ufficiale | Tempo ufficioso |
| ---- | ---------------- | ----------- | --------------- | --------------- |
| 1    | Leslie Burton    | Regno Unito | 59"8            |                 |
| 2    | Frederick Harmer | Regno Unito |                 | 1'00"3          |
| 3    | Wyatt Gould      | Regno Unito | n/d             | n/d             |

4a semifinale
| Pos. | Atleta          | Nazione     | Tempo ufficiale | Tempo ufficioso |
| ---- | --------------- | ----------- | --------------- | --------------- |
| 1    | Leonard Treemer | Regno Unito | 1'00"6          |                 |
| -    | Geoffrey Burton | Regno Unito | Rit.            | Rit.            |

### Finale
| Pos | Paese       | Atleta          | Età | T. ufficiale | T. ufficioso |
| --- | ----------- | --------------- | --- | ------------ | ------------ |
|     | Stati Uniti | Charles Bacon   | 23  | 55"0         |              |
|     | Stati Uniti | Harry Hillman   | 27  |              | 55"3         |
|     | Regno Unito | Leonard Treemer | 34  |              | 57"0         |
| 4   | Regno Unito | Leslie Burton   |     | 26           | 58"0         |

Nel 1913 la neonata IAAF registrerà il tempo di Bacon come primo record del mondo della specialità.

Le ottime prestazioni degli inglesi Harry Coe (secondo in semifinale con 57"0) Leonard Treemer (terzo in finale con lo stesso tempo) varrebbero il record nazionale e la migliore prestazione europea. Ma ai Giochi viene ufficializzato solo il tempo del vincitore di ogni serie.